# Isla Fisher
Isla Lang Fisher, född 3 februari 1976 i Muskat i Oman, av skotska föräldrar, är en australisk skådespelare, fotomodell samt författare.

## Uppväxt
Fisher föddes i Oman i Mellanöstern av skotska föräldrar, då fadern arbetade internationellt för FN och modern är författare. Efter att ha återvänt några år till Skottland flyttade familjen till Perth i Australien då hon var sex år, och där växte hon upp med fyra bröder. Tre år senare skilde sig föräldrarna.

## Karriär
Efter att ha varit framgångsrik i skolteater och medverkat i reklamfilmer fick hon 1993 mindre roller i två TV-serier, Bay Cove och Paradise Beach innan hon spelade rollen som Shannon Reed, en hetlevrad och åsiktsfylld tonåring, i den australiska mångåriga såpoperan Home and Away mellan 1994 och 1997.
Under denna tid gick hon även i moderns fotsteg och skrev två böcker, Seduced by Fame, om en ambitiös skådespelerska vars drömmar blir sanna när hon får en roll i sin favoritserie, samt Bewitched, om en naiv ballerina som letar efter sin far och blir förälskad för första gången. Hon spelade 2005 i den amerikanska filmen Wedding Chrashers mot Owen Wilson, Vince Vaughn, Rachel McAdams samt Christopher Walken och blev hyllad för sitt komiska skådespeleri i filmen. 2006 spelade hon Becca, en festfixare från Manhattan, i relationsdramat London. I samma film spelade även Jessica Biel, Chris Evans och Jason Statham.
Hon blev officiellt korad som den tusende gästen på Ron Live, en populär australisk talkshow, den 2 augusti 2005. Hon gästade programmet för att marknadsföra sin film The Wedding Crashers tillsammans med Owen Wilson.
Fisher spelade 2009 Rebecca Bloomwood i filmatiseringen av Sophie Kinsellas bok En shopaholics bekännelser.

## Privatliv
2002 träffade hon på en fest i Australien sin blivande make, den brittiske komikern Sacha Baron Cohen, mer känd som Ali G och Borat Sagdijev. Tillsammans har de tre barn, två döttrar och en son. Dottern Olive är född 19 oktober 2007, dottern Elula, född i augusti 2010 och sonen Montgomery Moses Brian född 17 mars 2015 . De bor nu i England. På semester till Paris gifte sig Isla och Sacha och informerade sedan nära och kära via mejl.

## Filmografi

### Filmer

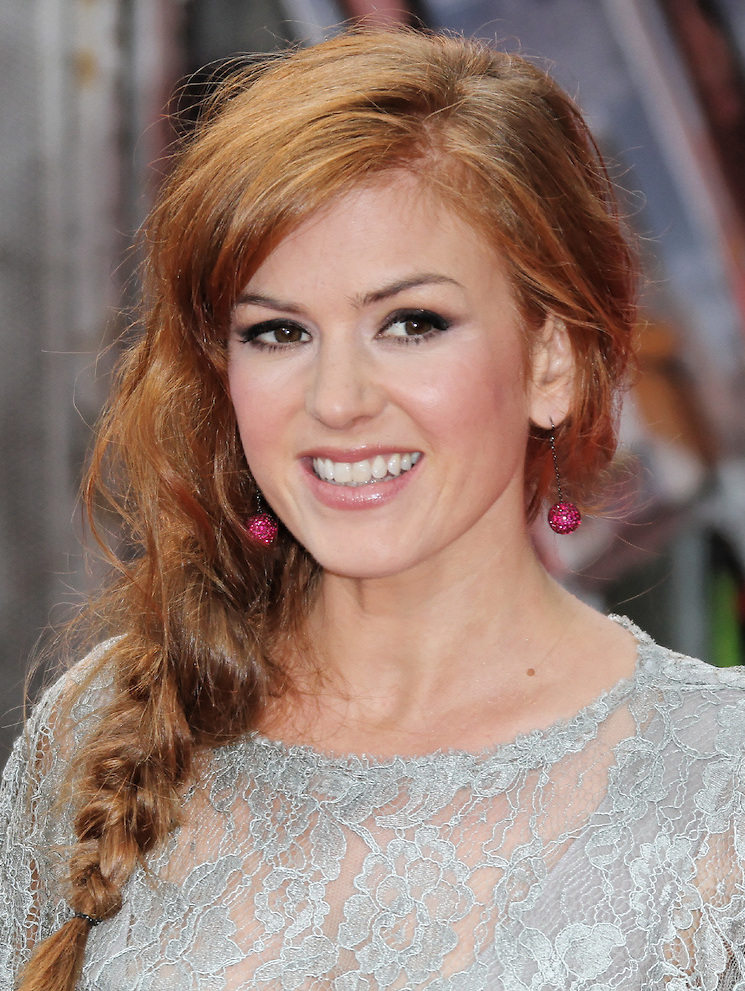
Fisher under världspremiären av The Dictator på Royal Festival Hall i Southbank Centre, London 2012

| År   | Titel                            | Roll                      | Notering |
| ---- | -------------------------------- | ------------------------- | -------- |
| 1997 | Bum Magnet                       | Emma                      | Kortfilm |
| 1998 | Furnished Room                   | Jennie                    | Kortfilm |
| 2000 | Out of Depth                     | Australiensk flicka #1    |          |
| 2001 | The Pool                         | Kim                       |          |
| 2002 | Dog Days                         | Bianca                    |          |
| 2002 | Scooby Doo                       | Mary Jane                 |          |
| 2003 | The Wannabes                     | Kirsty                    |          |
| 2003 | Dallas 362                       | Redhead                   |          |
| 2004 | I Heart Huckabees                | Heather                   |          |
| 2005 | Wedding Crashers                 | Gloria Cleary             |          |
| 2005 | London                           | Rebecca                   |          |
| 2006 | Wedding Daze                     | Katie                     |          |
| 2007 | The Lookout                      | Luvlee                    |          |
| 2007 | Hot Rod                          | Denise                    |          |
| 2008 | Definitely, Maybe                | April                     |          |
| 2008 | Horton                           | Dr. Mary Lou Larue (röst) |          |
| 2009 | En shopaholics bekännelser       | Rebecca Bloomwood         |          |
| 2010 | Burke and Hare                   | Ginny Hawkins             |          |
| 2011 | Rango                            | Beans (röst)              |          |
| 2012 | Bachelorette                     | Katie                     |          |
| 2012 | Rise of the Guardians            | Tandfe (röst)             |          |
| 2013 | Den store Gatsby                 | Myrtle Wilson             |          |
| 2013 | Now You See Me                   | Henley Reeves             |          |
| 2014 | Life of Crime                    | Melanie Ralston           |          |
| 2015 | Visions                          | Eveleigh                  |          |
| 2015 | Klown Forever                    | Sig själv                 | Cameo    |
| 2016 | The Brothers Grimsby             | Jodie Figgs               |          |
| 2016 | Nocturnal Animals                | Laura Hastings            |          |
| 2016 | Keeping Up with the Joneses      | Karen Gaffney             |          |
| 2020 | En sagolik historia              | Mackenzie Walsh           |          |
| 2020 | Min fru går igen                 | Ruth Condomine            |          |
| 2023 | Strays                           |                           |          |
| 2025 | Bridget Jones: Mad About the Boy | Rebecca                   |          |

### Television
| År        | Titel                           | Roll                            | Notering                                                                 |
| --------- | ------------------------------- | ------------------------------- | ------------------------------------------------------------------------ |
| 1993      | Bay Cove                        | Vanessa Walker                  | TV-serie                                                                 |
| 1993      | Paradise Beach                  | Robyn Devereaux Barsby          | Episoder: "1.101", "1.139"                                               |
| 1994-1997 | Home and Away                   | Shannon Reed                    | Huvudroll (345 episoder)                                                 |
| 1999      | Oliver Twist                    | Bet                             | TV-miniserie                                                             |
| 2000      | Sunburn                         | Kvinna                          | Episod: "2.1"                                                            |
| 2000      | Hearts and Bones                | Australiensk kvinnlig bartender | Episod: "I Need a Love Song"                                             |
| 2001      | Attila - Krigarfolkets härskare | Cerca                           | TV-miniserie                                                             |
| 2002      | BeastMaster                     | Demon Manaka                    | Episod: "The Trial"                                                      |
| 2002      | Random Acts of Intimacy         | Kvinna på klubben               | Kort TV-film                                                             |
| 2004      | Pilot Season                    | Butterfly                       | Episod: "1.6"                                                            |
| 2010      | Neighbors from Hell             | (röst)                          | Episoder: "Country Club Hell", "Guns for Mutts", "Fantastic 15"          |
| 2011      | Bored to Death                  | Rose                            | Episoder: "Forget the Herring", "Nothing I Can't Handle by Running Away" |
| 2013      | Arrested Development            | Rebel Alley                     | Säsong 4                                                                 |
| 2015      | Sofia the First                 | Button (röst)                   | Episod: "The Littlest Princess "                                         |

## Priser och nomineringar
| År   | Pris               | Kategori                                  | Verk                       | Resultat  |
| ---- | ------------------ | ----------------------------------------- | -------------------------- | --------- |
| 1996 | Logie Awards       | Mest populära skådespelerska              | Home and Away              | Nominerad |
| 2006 | MTV Movie Awards   | Bästa genombrott                          | Wedding Crashers           | Vinst     |
| 2006 | Teen Choice Awards | Filmer - Choice genombrott (Kvinnor)      | Wedding Crashers           | Nominerad |
| 2006 | Teen Choice Awards | Filmer - Choice Hissy Fit                 | Wedding Crashers           | Nominerad |
| 2009 | Teen Choice Awards | Choice bästa kvinnliga huvudroll - Komedi | En shopaholics bekännelser | Nominerad |